# Sân vận động Thành phố Podgorica
Sân vận động Thành phố Podgorica (tiếng Montenegro và tiếng Serbia: Stadion pod Goricom) là một sân vận động đa năng tất cả chỗ ngồi ở Podgorica, Montenegro. Mặc dù sức chứa chỗ ngồi của sân đã thay đổi trong những năm qua do một số lần cải tạo, nhưng tính đến năm 2019, sân có sức chứa 15.230 chỗ ngồi. Sân vận động là sân nhà của đội tuyển bóng đá quốc gia Montenegro và Budućnost.

## Lịch sử
Sân vận động Thành phố Podgorica được xây dựng vào năm 1945, sau Chiến tranh thế giới thứ hai. Trước chiến tranh, Budućnost và các câu lạc bộ khác từ Podgorica đã chơi các trận đấu của họ ở một sân gần địa điểm đó.
Sức chứa ban đầu của sân vận động là khoảng 5.000 khán giả. Sân vận động bị cháy rụi hoàn toàn vào năm 1952, nhưng sau đó đã được xây dựng lại, với sức chứa mới khoảng 17.000 chỗ ngồi. Sân vận động mới có bốn khán đài — tây, đông, nam và bắc.
Năm 1989, đèn pha được lắp đặt tại Sân vận động Thành phố ở Podgorica (khi đó được biết đến với tên gọi Titograd). Trong những năm 1980, khán đài chính (phía tây) đã được tái thiết. Khán đài mới có sức chứa 6.000 chỗ ngồi và mái che hiện đại.
Sau khi Cộng hòa Liên bang Xã hội chủ nghĩa Nam Tư tan rã, sân vận động đã trải qua công việc xây dựng bổ sung. Khán đài phía đông đã bị phá bỏ, và một khán đài phía bắc mới được xây dựng. Sức chứa giảm xuống còn 12.000 chỗ ngồi.
Vào ngày 27 tháng 3 năm 2015, sân vận động là nơi diễn ra trận đấu bị hủy khi trận đấu giữa Montenegro và Nga tại vòng loại giải vô địch bóng đá châu Âu 2016 giữa Montenegro và Nga đã bị các trọng tài hủy bỏ để đảm bảo an toàn cho các cầu thủ. Thủ môn đội tuyển Nga Igor Akinfeev đã bị pháo sáng đập vào đầu và kết quả là phải đưa đến bệnh viện. Nga được UEFA xử thắng 3-0 do trận đấu bị hủy.
Khán đài phía bắc là khán đài nhà của những cổ động viên Budućnost, nhóm Varvari (Barbarians) nổi tiếng. Varvari thường chiếm một tỷ lệ lớn trong số lượng khán giả của các trận đấu có Budućnost. Họ là nhóm ultras lớn nhất ở Montenegro.

## Khán đài
Kể từ năm 2006, Sân vận động Thành phố Podgorica đã có bốn khán đài. Từ năm 1992 đến năm 2006, có ba khán đài (sau khi khán đài phía đông cũ bị phá bỏ). Dưới đây là sức chứa gần đúng của từng khán đài với các chi tiết kỹ thuật.
| Khán đài  | Xây dựng  | Cải tạo                    | Số tầng   | Sức chứa          | Khu vực                      | Lối vào |
| --------- | --------- | -------------------------- | --------- | ----------------- | ---------------------------- | ------- |
| Tây       | 1945      | 1952–1953, 1984–1985, 2004 | 1         | 4.700             | 8 (VIP + phòng truyền thông) | 7       |
| Đông      | 1952–53   | 2006                       | 1         | 900               | 8                            | 2       |
| Bắc       | 1952–53   | 1992—1993, 2004–2005       | 2         | 2.700             | 8                            | 5       |
| Nam       | 1952–53   | 2004–2005                  | 2         | 2.700             | 8                            | 5       |
| Tổng cộng | Tổng cộng | Tổng cộng                  | Tổng cộng | 11.000 (làm tròn) | 32                           | 19      |

## Mặt sân và đèn pha

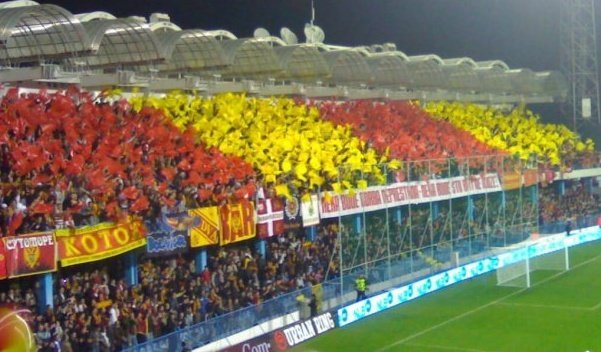
Khán giả trong một trận đấu của đội tuyển bóng đá quốc gia Montenegro

Mặt sân có kích thước 105 x 70 m. Sân vận động nổi tiếng với khoảng cách gần giữa sân và khán đài. Sân được cải tạo hoàn toàn vào năm 2014 và ngày nay là một trong những sân bóng tốt nhất ở vùng Balkan.
Đèn pha được lắp đặt vào năm 1989 cho trận đấu ban đêm đầu tiên, Budućnost-Rad (Hạng Nhất, 28 tháng 5 năm 1989). Hai mươi năm sau, đèn pha 1900 lux mới được lắp đặt.

## Người thuê sân
Trong lịch sử của nó, Sân vận động Thành phố Podgorica đã được sử dụng bởi một số câu lạc bộ và Hiệp hội bóng đá Montenegro.
Đây là sân nhà của đội tuyển bóng đá quốc gia Montenegro.
Trước khi Montenegro độc lập, Sân vận động Thành phố Podgorica đã tổ chức trận chung kết Cúp Cộng hòa Montenegro. Tiếp nối truyền thống này, Sân vận động Thành phố Podgorica hiện là địa điểm đăng cai của mọi trận chung kết Cúp Montenegro.
Các câu lạc bộ đã tổ chức các trận đấu trên sân nhà của họ tại Sân vận động Thành phố Podgorica là:
- 1945–nay: FK Budućnost Podgorica
- 1953–1997: OFK Titograd

## Ghi lại
- Trận đấu đầu tiên: Budućnost-Sutjeska, trận đấu giao hữu, 3 tháng 5 năm 1945
- Trận đấu chính thức đầu tiên: Budućnost-Arsenal Tivat, Giải bóng đá Cộng hòa Montenegro, 20 tháng 4 năm 1946
- Trận đấu đầu tiên tại Giải Hạng Nhất: Budućnost-Dinamo Zagreb, Giải bóng đá Hạng nhất Nam Tư, 25 tháng 8 năm 1946
- Trận đấu đầu tiên có đèn pha: Budućnost-Rad, Giải bóng đá Hạng nhất Nam Tư, 28 tháng 5 năm 1989
- Trận đấu quốc tế đầu tiên: Budućnost-Tirana, trận đấu giao hữu, 7 tháng 1 năm 1946
- Trận đấu quốc tế chính thức đầu tiên: Nam Tư-Luxembourg, vòng loại Euro 1972, 27 tháng 10 năm 1971
- Trận đấu đầu tiên của đội tuyển bóng đá quốc gia Montenegro: Montenegro-Hungary, trận đấu giao hữu, 24 tháng 3 năm 2007
- Lượng khán giả nhiều nhất: 20.000 - Budućnost-Hajduk Split, Giải bóng đá Hạng nhất Nam Tư, 27 tháng 8 năm 1975

## Lượng khán giả nhiều nhất và các trận đấu đáng chú ý

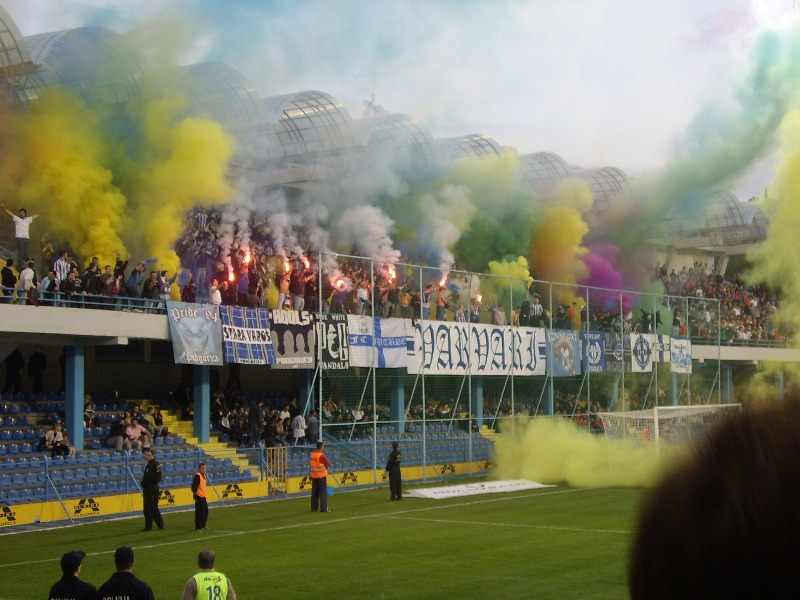
Cổ động viên FK Budućnost tại pod Goricom

Các trận đấu đáng chú ý diễn ra tại sân vận động bao gồm:

### Trước năm 2006
- Nam Tư-Luxembourg, vòng loại Euro 1972, 27 tháng 10 năm 1971 - Khán giả: 10.022
- Budućnost-Hajduk Split, Giải bóng đá Hạng nhất Nam Tư, 27 tháng 8 năm 1975 - Khán giả: 20.000
- Nam Tư-Wales, vòng loại Euro 1984, 15 tháng 12 năm 1982 - Khán giả: 12.090
- Budućnost-Deportivo La Coruña, Cúp Intertoto, 9 tháng 7 năm 2005 - Khán giả: 10.000

### Sau năm 2006
- Montenegro-Hungary, 24 tháng 3 năm 2007 - Khán giả: 12.000
- Montenegro-Ý, vòng loại World Cup 2010, 28 tháng 3 năm 2009 - Khán giả: 11.500
- Montenegro-Anh, vòng loại Euro 2012, 7 tháng 10 năm 2011 - Khán giả: 11.500
- Montenegro-Anh, vòng loại World Cup 2014, 26 tháng 3 năm 2013 - Khán giả: 13.000

## Tranh cãi và tai nạn
Trong lịch sử, sân vận động ở Podgorica là nơi xảy ra nhiều tình huống ngẫu nhiên, đặc biệt là trong các trận đấu của FK Budućnost. Bạo lực đám đông leo thang vào đầu những năm 1970, và sau đó - trong thế kỷ mới.

### Trận đấu của Budućnost
Năm 2004, trong một trận đấu giữa Budućnost-Partizan ở Giải Hạng Nhất, các khối đá, vật liệu xây dựng và các vật tương tự được ném từ khán đài phía bắc xuống sân và trận đấu tạm dừng trong 15 phút. Một năm sau, trận đấu Budućnost-Sao Đỏ Beograd bị tạm dừng trong hai giờ sau khi những cổ động viên đội chủ nhà (Varvari) ném hơi cay xuống sân và sau đó, tấn công những thành viên ultras của đội khách. Vào mùa xuân năm 2006, đã xảy ra bạo lực đám đông trong một trận đấu giữa Budućnost và Zeta. Tại Giải bóng đá Hạng nhất Montenegro, nhiều trận đấu của FK Budućnost đã bị tạm dừng do bạo lực hoặc đám đông tràn xuống sân.

### Trận đấu của Montenegro

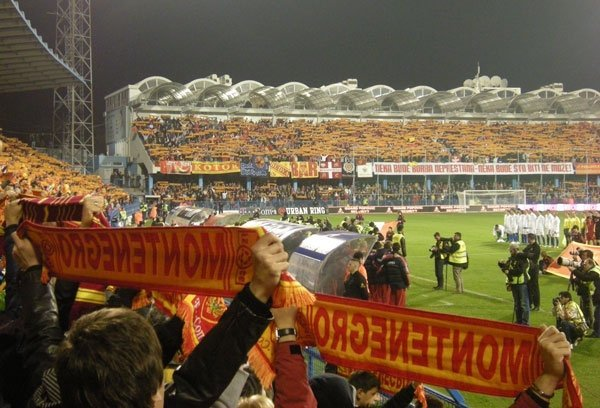
Trận đấu của đội tuyển bóng đá quốc gia Montenegro ở Podgorica

Với lượng khán giả đông đủ ở mỗi trận đấu quan trọng và kiến trúc của khán đài chỉ cách đường pitch bốn mét, các trận đấu của đội tuyển quốc gia Montenegro đang diễn ra trong bầu không khí tràn đầy nhiệt huyết. Trong những năm qua, Hiệp hội bóng đá Montenegro nhiều lần bị UEFA và FIFA xử phạt.
Năm 2011, sau trận đấu giữa Montenegro-Anh, những kẻ ultras Montenegro đã tràn vào sân. Trong trận đấu, hỏa tiễn và pháo sáng đã được ném vào thủ môn Joe Hart khi anh đang ở phía trước nhóm Ultra Montenegro. Điều tương tự xảy ra một năm sau đó trong trận đấu giữa Montenegro và Ba Lan.
Vào ngày 27 tháng 3 năm 2015, Montenegro có trận đấu trên sân nhà với Nga. Trận đấu đã bị hủy bỏ ở phút 67 do bạo lực của đám đông (trong trận đấu, thủ môn của Nga đã bị đánh bởi Dmitri Kombarov, người đã bị một vật thể rơi trúng đầu). Tỷ số ban đầu là 0-0 và Nga đã bỏ lỡ một quả phạt đền trước khi trận đấu bị hủy. Thủ môn Nga Igor Akinfeev đã bị trúng một quả pháo sáng, khiến trận đấu bị hoãn 33 phút lần thứ hai. Sau trận đấu đó, các rào chắn đã được xây dựng ở các phần trên của sân vận động để ngăn chặn các sự cố tương tự trong tương lai.